# أميرية

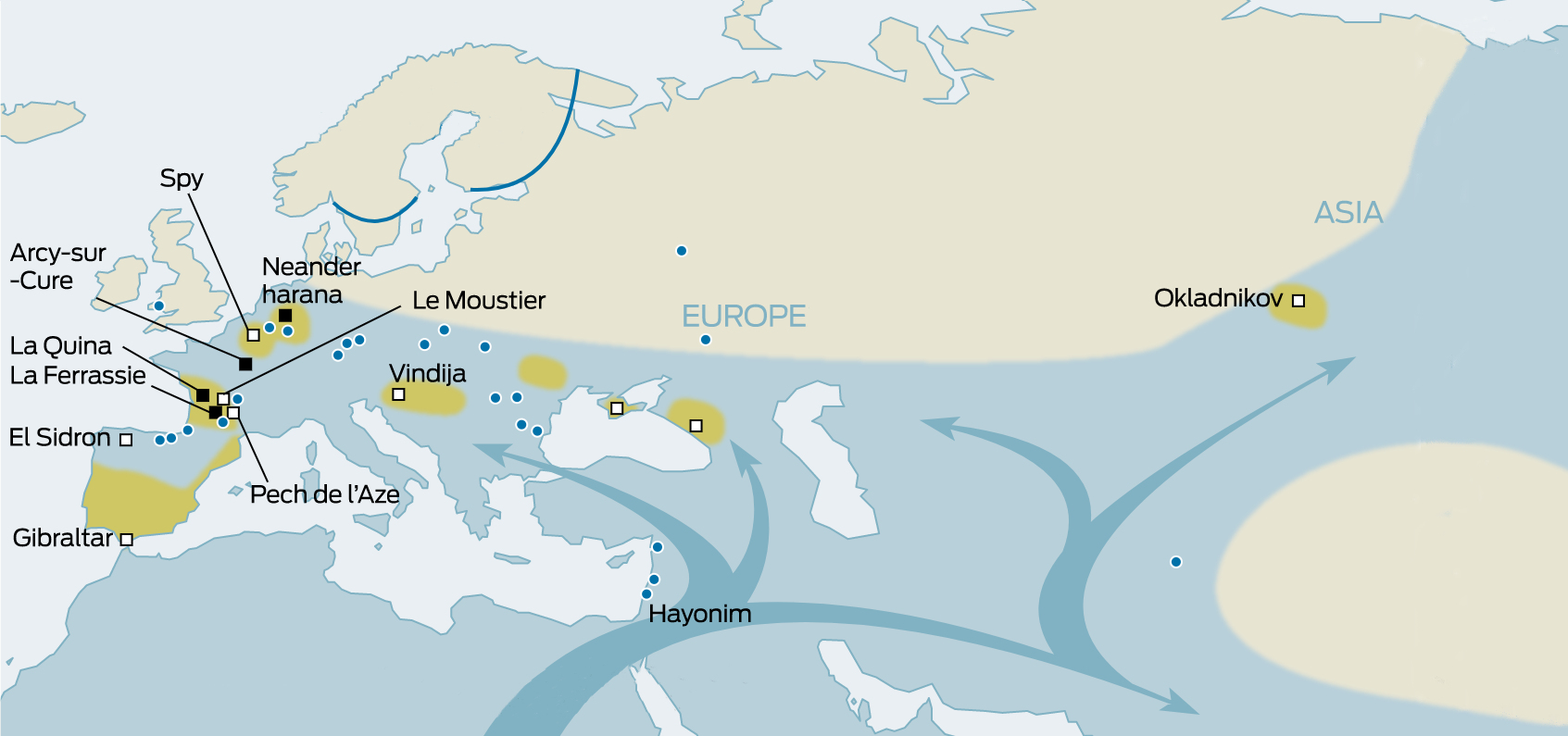
توسع الإنسان الحديث المبكر من إفريقيا عبر بلاد الشام

الحضارة الأميرية هي حضارة كانت موجودة في بلاد الشام (سوريا ولبنان والأردن وفلسطين)، وشبه الجزيرة العربية بين العصر الحجري القديم الأوسط والعصر الحجري القديم الأعلى. إنها أقدم حضارات العصر الحجري القديم الأعلى المعروفة ولا تزال لغزًا حيث لا يوجد لها سلف أفريقي واضح. وقد أدى ذلك ببعض العلماء إلى استنتاج أن الأميرية أصلية لبلاد الشام. ومع ذلك، يجادل البعض بأن الأميرية تعكس الاتجاهات التكنولوجية الأوسع التي لوحظت في وقت سابق في شمال إفريقيا، في المواقع القديمة مثل ترامسة 1 في مصر ، «التي تحتوي على بقايا بشرية حديثة تعود إلى 75000 عام».

## الفترة الأميرية
تطورت الحضارة الأميرية من الحضارة الموستيرية المحلية دون انقطاع، واحتفظت بعناصر عديدة من ثقافة لافالوا-موستيرية، جنبا إلى جنب مع أسلة الإمارة نموذجية محليا. أسلة الإمارة هي أداة الكتابة للمرحلة الأولى من العصر الحجري القديم الأعلى، والتي حددت لأول مرة في الثقافة الأميرية. استخدمت العديد من أدوات الشفرات الحجرية، بما في ذلك السكاكين المنحنية المشابهة لتلك الموجودة في حضارة شاتلبيرونية في أوروبا الغربية.
تطور الأميرية في نهاية المطاف إلى الأحمرية [الإنجليزية]، وبعد ذلك الثقافة الشامية الأورينياسية (التي كانت تسمى سابقًا Antelian)، لا تزال من تقليد لافالواز ولكن مع بعض التأثيرات الأورينياسية.
وفقًا لدوروثي جارود، فإن أسلة الإمارة، المعروفة من عدة مواقع في فلسطين، هي السمة المميزة لهذه الحضارة.

## العلاقات
الأورينياسية المشرقية، من بلاد الشام ، هي نوع من تقنية الشفرات تشبه إلى حد بعيد الأورينياسية الأوروبية ، تتبع زمنياً الأميرية والأحمرية الأوائل في نفس المنطقة من الشرق الأدنى، وترتبط ارتباطاً وثيقاً بهم.

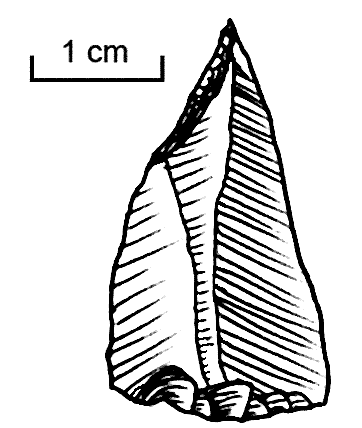
أسلة أميرية ميكروليث
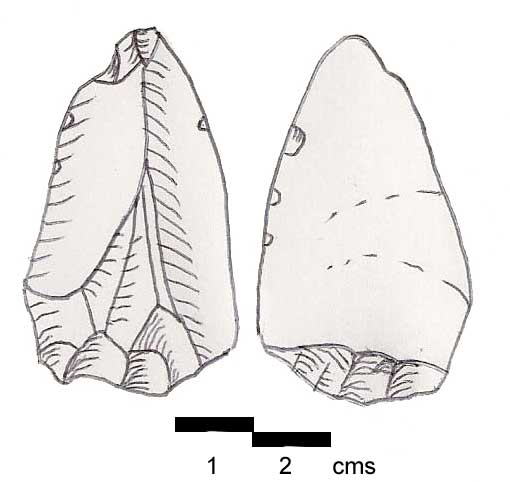
أسلة الإمارة.